# Türksat–1B
Türksat–1B az első, sikeresen pályára állított török kommunikációs műhold.

## Jellemzői
Technikai (sikertelen pályára állítás) okok miatt a műholdakat rendszeresen két példányban készítik. Sikeres pályára állítás esetén a másik műhold már rendszerelemként szolgál.
A műhold tesztelése (viselkedés mikrogravitációs környezetben) mellett a földi szolgáltató rendszer (ellenőrzés, követés, vétel-adás) gyakorlati próbáját is elvégezték.

## Küldetés
Konzorcium építette: az Aerospatiale Espace et Defense (ma: Alcatel Space Industries) francia, és a Daimler -Benz Aerospace GmbH (német). Gyártási platform az Aérospatiale Spacebus–2000 volt. Felügyeletét a török Turksat A.Ş végezte. Társműholdja a Brasilsat–B1 (brazil).
Megnevezései: Turksat–1B; COSPAR:1994-049B; SATCAT kódja: 23200.
1994. augusztus 10-én a Guyana Űrközpontból ELA2 (LC–Launch Complex) jelű indítóállványról egy Ariane–4 (Ariane-44L H10+) hordozórakétával állították közepes magasságú Föld körüli pályára állítani. Az orbitális pályája 1431,05 perces, 41.92° hajlásszögű, Geostacionárius pálya perigeuma 35 488 kilométer, az apogeuma 35 887 kilométer volt.
Türksat–1A lett volna az első török teszt kommunikációs műhold, de rakétatechnikai hiba miatt 12 perc 12 másodperc után visszaesett az Atlanti-óceánba. 
Három tengelyesen stabilizált műhold. Alakja prizma, méretei 2,8 × 2,2 × 2,5 méter. Teljes tömege hajtóanyaggal 1743, műszerezettsége 1078kilogramm. Szolgálati idejét 10 évre tervezték. A műhold 16 Ku-band transponders, és 8 back-up transponders rendszerrel volt felszerelve. Telemetriai egységének működését antennák segítették. Szolgáltatását Európától Közép-Ázsiáig végezte. Az űreszközhöz napelemeket (a napelemek fesztávolsága 22,4 méter) rögzítettek (2,9 kW), éjszakai (földárnyék) energia ellátását újratölthető kémiai akkumulátorok biztosították. Hajtóanyaga (hidrazin) és mikrófúvókái segítették a stabilitást, illetve a pozíció tartását.
2006-ban befejezte aktív szolgálatát.